# Capón relleno
El "Capón Relleno" (también llamado "Muchacho relleno") es un plato típico de la región de Santander, Colombia. Consiste en un corte de carne de res conocido como muchacho, bollito o capón, que tiene una contextura dura y fibrosa, que luego es rellenado con carne de res y de cerdo picada mezclada con algunas verduras. Se destaca el uso de sal de nitro que le aporta su color rojizo característico. Tradicionalmente en los paseos de olla  del día domingo, en la región se puede  llevar envuelto o en lonjas delgadas la carne, forma conocida como “matambre”(ver matambre,cocina rioplatense). Esta comida se puede encontrar en los restaurantes tradicionales y populares donde se sirve un plato de buen sabor y colorido relleno. 

## Ingredientes
- Capón, Bollito o muchacho de res.
- Carne molida de cerdo
- Carne magra molida de res
- Dientes de ajo
- Alcaparras finamente picadas
- Pimentón rojo
- Galletas de soda reducidas a polvo
- Sal y pimienta al gusto (se debe salar en abundancia)
- Sal de nitro
- Agua para cocinar el capón
- Orégano y cilantro al gusto